# Газпром авиа
Газпром авиа (юридическое название — ООО Авиапредприятие «Газпром авиа») — российская авиакомпания, 100 % акций принадлежат «Газпрому». Базовый аэропорт — Остафьево. Создана в марте 1995 года, начала работать с 16 апреля 1996 года.
Имеет три собственных аэропорта: Остафьево, Ямбург и Бованенково, филиалы в Калуге, Перми, Самаре, Сочи, Ухте, Югорске, Ямбурге, Колпашево (Томский филиал).
С 2021 года производится реконструкция аэродрома Левашово в Выборгском районе Санкт-Петербурга, который также будет эксплуатироваться авиакомпанией.

## Направления деятельности
Авиакомпания является генеральным авиаперевозчиком ПАО «Газпром» и его дочерних структур. Помимо этого, компания выполняет коммерческие перевозки.

## Показатели деятельности
Количество перевезённых пассажиров:
- 2012 год — 389 652 пассажира (24-е место в России)[1].
- 2013 год — 386 548 пассажиров (23-е место в России)[2].
- 2014 год (1-е полугодие) — 180 626 пассажиров (26-е место в России)[3].

## География полетов
Компания выполняет грузовые и грузопассажирские рейсы по всей стране, а также в Европу, Австралию, Азию, Америку и Африку. Компания имеет опыт работы в экстремальных условиях, труднодоступной местности и полярных широтах.

## Флот

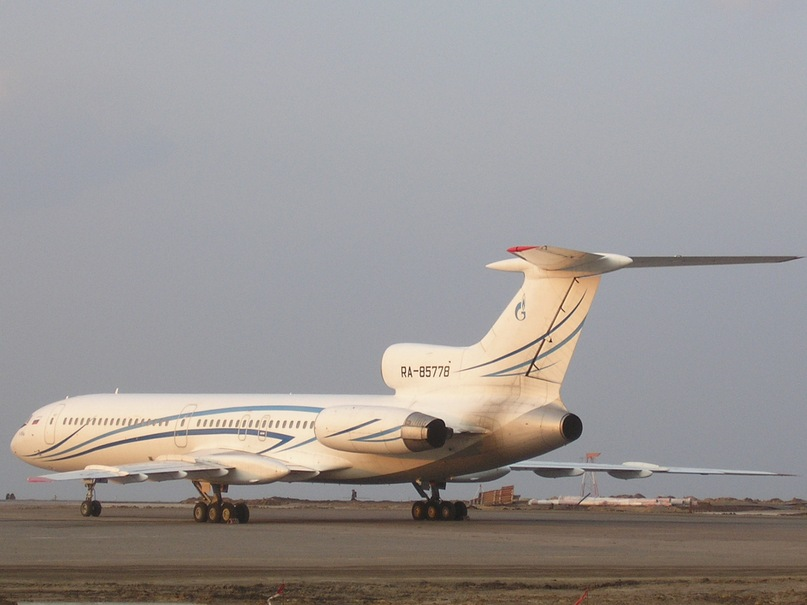
Ту-154М авиакомпании «Газпром авиа» в Белгороде

4 марта 2014 года авиакомпания «Газпромавиа» приступила к эксплуатации нового для себя типа ВС — SSJ-100. Первый рейс на этом типе был выполнен из московского аэропорта Внуково в город Советский.
По состоянию на июль 2021 года размер флота ООО «Авиапредприятие "Газпром авиа"» составляет 29 самолётов и 73 вертолета:

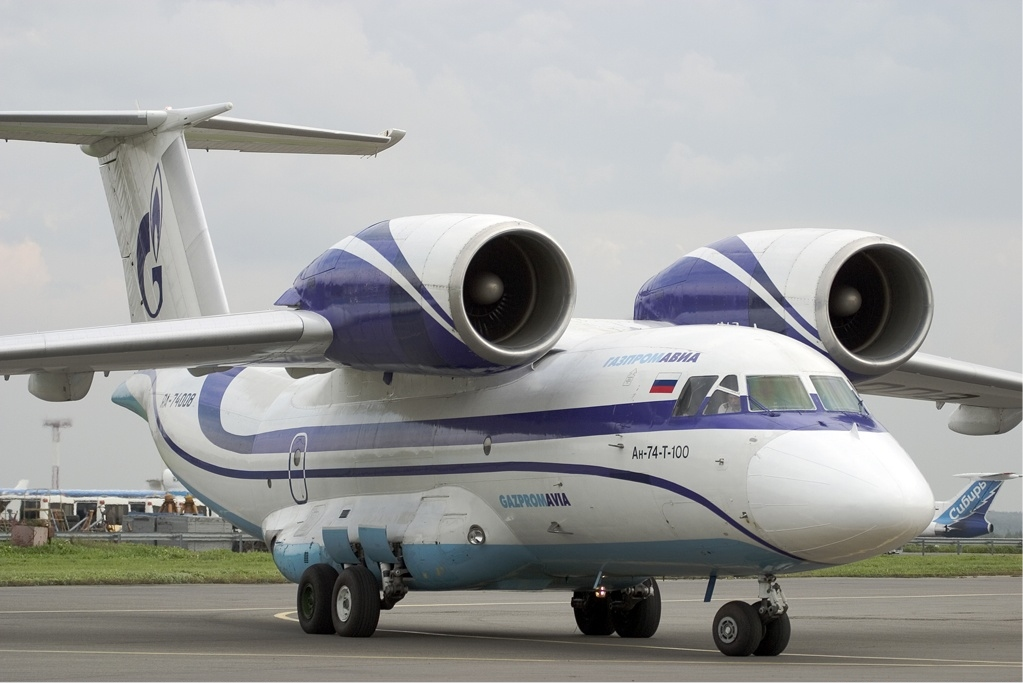
Самолёт Ан-74T-100 компании «Газпром авиа»

- Самолеты:

| Тип ВС                     | Количество | Регистрация |
| -------------------------- | ---------- | --- |
| Як-40К                     | 1          | RA-87494 |
| Sukhoi Superjet 100-95LR   | 9          | RA-89019, RA-89020, RA-89029, RA-89030, RA-89031, RA-89048, RA-89054, RA-89050, RA-89018; RA-89049 (разбился). |
| Dassault Falcon 900B       | 2          | RA-09000, RA-09001                                                                                             |
| Dassault Falcon 900EX EaSy | 4          | RA-09003, RA-09006, RA-09008                                                                                   |
| Dassault Falcon 900LX      | 1          | RA-09600 |
| Boeing 737-700             | 2          | RA-73000, RA-73004                                                                                             |
| Boeing 737-700BBJ          | 1          | VP-BNZ |
| L 410 UVP-E20              | 4          | |

- вертолеты:

| Тип ВС    | Количество | Регистрация |
| --------- | ---------- | ----------- |
| Ми-8АМТ   | 19         |             |
| Ми-8МТВ-1 | 18         |             |
| Ми-8П     | 1          |             |
| Ми-8Т     | 32         |             |
| AW189     | 3          |             |

## Происшествия
- 9 января 2009 года потерпел катастрофу вертолёт Ми-171 авиакомпании «Газпром авиа». Из 11 находившихся на борту человек погибли 7.
- 22 июля 2009 года в Котовском районе Волгоградской области потерпел катастрофу вертолёт Ми-8.
- 12 июля 2024 года в районе Коломны произошло крушение самолета «Sukhoi Superjet 100», направлявшегося с авиазавода в Луховцах во Внуково. Погибли все 3 члена экипажа[6].